# Moine bourru
Le Moine bourru est, en littérature, un être surnaturel qui représente par synecdoque les superstitions populaires depuis le Dom Juan de Molière présenté en 1665.
Le moine bourru tirerait son nom de son capuchon de moine et de son manteau de bure.